# Mike Brown (rugby à XV)
Pour les articles homonymes, voir Mike Brown et Brown.

a Compétitions nationales et continentales officielles uniquement.

b Matchs officiels uniquement.
Dernière mise à jour le 19 février 2023.
Michael Noel « Mike » Brown, né le 4 septembre 1985 à Southampton (Angleterre), est un joueur international anglais de rugby à XV évoluant principalement au poste d'arrière. Il joue avec le club des Leicester Tigers en Premiership.

## Biographie
Mike Brown joue avec les Harlequins en Challenge européen et dans le Championnat d'Angleterre. Il fait ses débuts pour les Harlequins lors d'un match de préparation amical contre les London Irish le 12 août 2005. Il fait partie de l'équipe d'Angleterre des moins de 21 ans qui remporte le Grand Chelem lors du tournoi 2006. Il dispute également la Coupe du monde jouée cette année-là. Il intègre l'équipe d'Angleterre A appelée les Saxons anglais (England Saxons), pour deux matchs en 2007. En effet, alors qu'il est encore dans l'Académie (centre de formation) des Harlequins, il devient en 2006-2007 le premier choix au poste d'arrière.
Après seize années professionnelles aux Harlequins, il signe avec le club des Newcastle Falcons à partir de la saison 2021-2022 pour une durée de deux ans. Il joue finalement une seule saison avec les Falcons, puis se retrouve sans club à la fin de celle-ci.
Finalement, il retrouve un club et signe un contrat de courte durée chez les Leicester Tigers à la fin janvier 2023. Pour son premier match chez les Tigers, il inscrit son premier essai lors d'une victoire contre les Saracens.

## Carrière

### En équipe nationale
Il a obtenu sa première cape internationale le 26 mai 2007 à l’occasion d’un match contre l'équipe d'Afrique du Sud à Bloemfontein (Afrique du Sud).

## Palmarès

### En club
- Vainqueur du Challenge européen en 2011
- Vainqueur de la Premiership en 2012 et 2021
- Vainqueur du RFU Championship en 2006
- Vainqueur de la Coupe anglo-galloise en 2013

### En équipe nationale
- Vainqueur du Tournoi des Six Nations en 2016 (Grand Chelem) et 2017
- Vainqueur de la Triple Couronne en 2014 et 2016

### Personnel
- Premiership Player of the Season en 2014[6]
- Meilleur joueur du tournoi des Six Nations en 2014

## Statistiques en équipe nationale
- 72 sélections (65 fois titulaire, 7 fois remplaçant)
- 65 points (13 essais)
- Sélections par année : 2 en 2007, 1 en 2008, 8 en 2012, 11 en 2013, 12 en 2014, 11 en 2015, 9 en 2016, 10 en 2017, 8 en 2018
- Tournois des Six Nations disputés : 2012, 2013, 2014, 2015, 2016, 2017 et 2018

En Coupe du monde :
- 2015 : 4 sélections (Fidji, pays de Galles, Australie, Uruguay), 2 essais face aux Fidji